# Abi Olajuwon
Alon Abisola Arisicate Ajoke Olajuwon, detta Abi (Houston, 6 luglio 1988), è un'ex cestista e allenatrice di pallacanestro statunitense con cittadinanza nigeriana, professionista nella WNBA.
È la figlia di Hakeem Olajuwon.

## Carriera
È stata selezionata dalle Chicago Sky al terzo giro del Draft WNBA 2010 (28ª scelta assoluta).